# Allemaal Van Belang
Allemaal Van Belang is een humanistische en activistische beweging op Facebook in België. De gelijknamige Facebookpagina en -groep werden aangemaakt op 28 mei 2019 nadat de dagen ervoor de hashtag #allemaalvanbelang viraal ging met getuigenissen over discriminatie en racisme, als reactie op de verkiezingsuitslag van 26 mei 2019. De pagina bereikte meer dan 26.000 volgers, maar werd in april 2021 offline gehaald door Facebook. De pagina werd verwijderd omdat Facebook een foto van een massagraf verwarde met pornografie. De anonieme initiatiefnemers zetten de beweging verder op een nieuwe pagina.

## Acties
- In december 2019 deed de groep een oproep om klachten in te dienen tegen Jeff Hoeyberghs vanwege seksisme.[3][4]
- Tegen Guy D'haeseleer (Vlaams Belang) diende de groep in januari 2021 een klacht in bij antiracismecentrum Unia vanwege  racisme.[5]
- In juli 2021 verzamelde de groep 900 klachten waarmee ze bij Unia een groepsklacht indiende tegen Kamerlid Theo Francken (N-VA).[6]
- In augustus 2021 verzamelde de groep 1777 klachten tegen Vlaams Parlementslid Sam van Rooy (Vlaams Belang) bij Unia voor het zogenaamd "aanmoedigen en legitimeren van een genocide van het Afghaanse volk".[7]